# Myotis keaysi
Myotis keaysi är en fladdermusart som beskrevs av J. A. Allen 1914. Myotis keaysi ingår i släktet Myotis och familjen läderlappar. IUCN kategoriserar arten globalt som livskraftig. Inga underarter finns listade i Catalogue of Life. Wilson & Reeder (2005) skiljer mellan två underarter.
Artepitet i det vetenskapliga namnet hedrar Herbert H. Keays som under en expedition till Peru samlade flera djur, däribland artens holotyp, som sedan undersöktes vid American Museum of Natural History.
Arten blir 41 till 53 mm lång (huvud och bål), har en 33 till 41 mm lång svans och väger 4 till 6 g. Underarmarna är 32 till 39 mm långa, bakfötterna är 7 till 9 mm långa och öronen är 10 till 14 mm stora. De 5 till 7 mm långa håren på ovansidan bildar en ullig päls som varierar mellan mörk gråbrun, rödbrun, rosa-grå eller orange i färgen. Nosen och öronen nära huvudet är nästan nakna med rosa-brun hud. Glest fördelade finns på vingarna nära kroppen, på svansflyghuden och på extremiteterna. Flygmembranen har en svart färg.
Denna fladdermus förekommer i Central- och Sydamerika från östra Mexiko till norra Argentina. I Sydamerika lever den nära Anderna. Myotis keaysi hittas även på några öar i samma region. Arten vistas i låglandet och i bergstrakter upp till 1100 meter över havet. Habitatet utgörs av skogar.
Individerna vilar i grottor och troligen även i trädens håligheter. De flyger tätt över skogsgläntor, vattenansamlingar och andra öppna ställen. Parningen sker antagligen under regntiden.